# Екзибит
Xzibit (Екзибит) е американски рапър, актьор и телевизионен водещ, роден на 18 септември 1974 г. в Детройт, щата Мичиган. Истинското му име е Алвин Натениъл Джойнър (на английски: Alvin Nathaniel Joiner). Другите псевдоними, с които се нарича са Х, X to the Z, Black John McClane, West Coast's William Wallace и X Man. Има издадени шест солови албума. Екзибит участва в десетина филма, както и в няколко видеоигри (където е използван гласът му или самият той е един от героите на играта). Водещ е на предаването Пич, оправи ми колата! от създаването му през 2004 г.

## Ранни години
Екзибит произхожда от един от бедните квартали на Детройт. Майка му умира когато той е на девет години. Малко след това Екзибит започва да рапира. Баща му се жени повторно и семейството се мести в Албакърки, Ню Мексико. Тази промяна не му понася и скоро младежът се забърква в неприятности. По това време за него агресията е единственият начин за реакция на „културния шок“, породен от смяната на климата. На четиринадесет е изпратен в поправителен дом. Три години по-късно напуска дома и започва да събира пари, за да може да отиде при сестра си в Лос Анджелис. Там си намира работа в малък магазин за дрехи. Започва да пише текстове и участва на фрийстайл конкурси.

## Музикална кариера
През 1992 г. Екзибит се запознава с Бродуей, който се наема да продуцира нов проект, наречен The Shady Bunch, с участието на Екзибит и Ашли Рокста. Работата не се получава, но Бродуей все пак успява да помогне на Х, запознавайки го с изпълнителите от групата Да Алкахоликс (Tha Alkaholiks), а те от своя страна го представят на Кинг Ти (King Tee). Екзибит участва в една песен от албума IV Life на Кинг Ти и в две от албума Coast To Coast на Да Алкахоликс. Екзибит става част от Likwit Crew – колаборационен проект, в чиито състав влизат Да Алкахоликс, Кинг Ти, Дефари (Defari) и Луутпек (Lootpack). През 1995 г. Likwit Crew осъществява турне, на което Екзибит е забелязан от лейбъла Loud Records, който през 1996 г. издава дебютния му албум At The Speed Of Life. Той бързо се превръща в хит на ъндърграунд сцената. Следващият албум 40 Dayz & 40 Nightz (1998) утвърждава Екзибит като един от обещаващите таланти от Западния бряг, въпреки факта, че той все още няма комерсиален успех.
Известният рапър и продуцент Др. Дре забелязва Екзибит и му предлага да участва в песен от продуцирания от него албум на Снууп Дог No Limit Top Dogg, а после и в песни от собствения си албум 2001. През 2000 г. Екзибит, Др. Дре, Снууп Дог, Еминем, Айс Кюб и др. кръстосват САЩ в рамките на турнето Up In Smoke Tour. Дре продуцира третият и най-успешен албум на Екзибит – Restless (2000), който добива платинен статус. Следващият албум Man Vs. Machine (2002) отново е продуциран от Др. Дре и въпреки златният си статус, той отново не успява да се хареса на феновете на комерсиалния хип-хоп.
Weapons of Mass Destruction (2004) също добива златен статус, но продажбите остават под очакваното ниво. Екзибит отдава това на лошата маркетингова стратегия и липсата на подкрепа от страна на звукозаписната си компания и затова прекратява договора си с Loud Records. Последният албум се казва Full Circle.
През 1999 г. Екзибит основава собствен лейбъл, наречен Open Bar Entertainment. Намерението му е под този лейбъл да излезе албумът на сформираната от него група Golden State Project, състояща се от самия него, Рас Кас (Ras Kass) и Саафир (Saafir). Тази идея обаче не се осъществява, тъй като звукозаписната компания на Рас Кас забранява издаването на албума. По-късно Екзибит основава нова група – Strong Arm Steady, с която издава множество микстейпове. През 2006 г. той напуска групата след противоречия по въпроса с кой лейбъл да бъде подписан договор.

## Кариера в телевизията
Екзибит беше водещ на предаването Pimp My Ride (Пич оправи ми колата в България) по MTV. В него екип от автомобилни механици преобразяват до неузнаваемост стари разнебитени коли като ги пребоядисват, правят оптичен тунинг, монтират телевизори, аудио системи, видеоигри и всевъзможни други екстри като аквариум, машина за пуканки, водопад и т.н.
Рапърът участва в епизод от сериала От местопрестъплението: Маями.

## Кариера в киното
Екзибит участва в няколко кинофилма, по-известните от които са Осма миля с Еминем, Британи Мърфи и Ким Бейсингър; Извън релси с Клайв Оуен, Дженифър Анистън и Венсан Касел; Трите Хикса 2: Следващо ниво със Самюел Джексън, Айс Кюб и Уилям Дефо; Истината за Червената шапчица с Ан Хатауей, Глен Клоуз, Джим Белуши, Патрик Уорбъртън и Антъни Андерсън; Гангстери на терена със Скалата. През 2008 г. взема участие във втория филм за Досиетата Х – „Искам да повярвам“.

## Любопитно
- През 2007 г. Екзибит участва в международното (в някои страни незаконно) рали Gumball 3000. Холандската полиция го спира за превишена скорост (160 км/ч вместо разрешените 100) и му отнема шофьорската книжка, след което неговият навигатор заема шофьорското място.
- Първият псевдоним на Екзибит е Exhibit A.
- Участва във видеоклиповете на следните песни: What's Your Number на Cypress Hill, In Da Club на 50 Cent, Bad Boy For Life на Пи Диди, Side 2 Side на Three 6 Mafia и Without Me на Еминем, Twisted Transistor на Корн.
- През 2005 г. записва песен с Алис Купър – Stand Up.

## Дискография

### Албуми
| Дата       | Заглавие                    | Лейбъл                 | В класациите            | Продажби                                       | Гостуващи певци                                                                              |
| ---------- | --------------------------- | ---------------------- | ----------------------- | ---------------------------------------------- | -------------------------------------------------------------------------------------------- |
| 15.10.1996 | At The Speed Of Life        | Loud RCA               | 74 R&B/Hip Hop: 22      | САЩ: 380 000 Свят: 600 000 Германия: златен    | Да Алкахоликс, Рас Кас, Саафир и др.                                                         |
| 25.08.1998 | 40 Dayz And 40 Nightz       | Loud RCA               | 58 R&B/Hip Hop: 14      | САЩ: 190 000 Свят: 300 000                     | Да Алкахоликс, Рас Кас, Саафир, Кинг Ти, Метъд Мен, Джейо Фелъни                             |
| 12.12.2000 | Restless                    | Loud Open Bar          | 12 21 27 R&B/Hip Hop: 1 | САЩ: 1,5 милиона Свят: 3 милиона САЩ: платинен | Др. Дре, Еминем, Снууп Дог, Нейт Дог, Кинг Ти, Дефари, Ерик Сермън, Бъч Касиди, Кокейн и др. |
| 01.10.2002 | Man vs. Machine             | Loud Columbia Open Bar | 3 20 R&B/Hip Hop: 1     | САЩ: 690 000 Свят: 900 000 САЩ: златен         | Др. Дре, Еминем, Снууп Дог, Нейт Дог, M.O.P., Антъни Хамилтън, Golden State Project и др.    |
| 14.12.2004 | Weapons of Mass Destruction | Sony Columbia Open Bar | 43 27 R&B/Hip Hop: 19   | САЩ: 549 519 Свят: 1,3 милиона САЩ: златен     | Бъста Раймс, Strong Arm Steady, Кери Хилсън, Джели Рол                                       |
| 17.10.2006 | Full Circle                 | Koch Open Bar          | 50 R&B/Hip Hop: 13      | САЩ: 122 606 Свят: 244 000                     | Курупт, Джели Рол, Дъ Гейм, Кинг Т и др.                                                     |

### Сингли
| Година | Песен                    | Позиция в класациите | Позиция в класациите | Позиция в класациите | Позиция в класациите | Позиция в класациите | Албум                       |
| Година | Песен                    | Билборд Hot 100      | Hot R&B/Hip-Hop      | Hot Rap Tracks       | UK Top 40            | Top 100 Singles      | Албум                       |
| ------ | ------------------------ | -------------------- | -------------------- | -------------------- | -------------------- | -------------------- | --------------------------- |
| 1996   | Paparazzi                | 83                   | 61                   | 9                    | —                    | 11                   | At the Speed of Life        |
| 1996   | The Foundation           | —                    | 58                   | 16                   | —                    | —                    | At the Speed of Life        |
| 1998   | Los Angeles Times        | —                    | —                    | —                    | —                    | —                    | 40 Dayz & 40 Nightz         |
| 1998   | What U See Is What U Get | 50                   | 34                   | 3                    | —                    | —                    | 40 Dayz & 40 Nightz         |
| 2000   | X                        | 76                   | 32                   | 36                   | 14                   | 4                    | Restless                    |
| 2000   | Front 2 Back             | —                    | 65                   | 42                   | —                    | 95                   | Restless                    |
| 2000   | Get Your Walk On         | —                    | —                    | —                    | —                    | —                    | Restless                    |
| 2002   | Multiply                 | —                    | 40                   | 23                   | 39                   | 33                   | Man vs. Machine             |
| 2002   | Symphony in X Major      | —                    | 63                   | —                    | —                    | —                    | Man vs. Machine             |
| 2004   | Hey Now (Mean Muggin')   | 93                   | 52                   | —                    | 9                    | 33                   | Weapons of Mass Destruction |
| 2004   | Criminal Set             | —                    | —                    | —                    | —                    | —                    | Weapons of Mass Destruction |
| 2006   | Concentrate              | —                    | —                    | —                    | —                    | 68                   | Full Circle                 |
| 2006   | Family Values            | —                    | —                    | —                    | —                    | —                    | Full Circle                 |
| 2006   | Thank You                | —                    | —                    | —                    | —                    | —                    | Full Circle                 |

## Филмография
- „The Breaks“ (1999) – Джамал
- „Tha Eastsidaz“ (2000) – Блу
- „The Wash“ (2001) – Уейн
- „Осма миля“ (2002) – рапър
- „Full Clip“ (2004) – Дънкан
- „Истината за Червената шапчица“ (2005) – озвучава Началник Гризли
- „Трите Хикса 2: Следващо ниво“ (2005) – Зек
- „Извън релси“ (2005) – Декстър
- „Гангстери на терена“ (2006) – Малкълм Мур

## Видеоигри
Екзибит озвучава главния надзирател Абът в играта The Chronicles of Riddick: Escape from Butcher Bay. В Def Jam Fight for New York и Pimp My Ride е един от героите, а в NFL Street 2 разказва туторила и „развежда“ играча из играта.

## Саундтрак
- „Теория на конспирацията“ (1997) – „Just Maintain“
- „Soul in the Hole“ (1997) – „Los Angeles Times“
- „Урагана“ (1997) – „The Foundation“
- „Мераклии“ (2001) – „Х“
- „Tony Hawk's Pro Skater 3“ (видеоигра, 2001) – „Paparazzi“
- „The Wash“ (2001) – „Get Fucked Up with Me“
- „8 Mile“ (2002) – Spit Shine
- „Аз, шпионинът“ (2002) – „Multiply“
- „Холивудски ченгета“ (2003) – „Losin' Your Mind“
- „Need for Speed: Underground 2“ (видеоигра, 2004) – „LAX“
- „NFL Street 2“ (видеоигра, 2004) – „Hey Now (Mean Muggin')“
- „Def Jam: Fight for NY“ (видеоигра, 2004) – „Muthafucka“
- „Трите Хикса 2: Следващо ниво“ (2005) – „Fight the Power“
- „Домино“ (2005) – „The Gambler“, „Choke Me, Spank Me (Pull My Hair)“, „Muthafucka“
- „Извън релси“ (2005) – „Get Cha Bars Up“
- „Juiced“ (видеоигра, 2005) – „Klack“
- „25 To Life“ (видеоигра, 2006) – „Enemies“